# Tresfjord
Tresfjord este o localitate din comuna Vestnes, provincia Møre og Romsdal, Norvegia, cu o suprafață de  km² și o populație de  locuitori (2013).